# Algemeen Nederlands Persbureau
Algemeen Nederlands Persbureau (ANP) er et hollandsk nyhedsbureau beliggende i hovedstaden Amsterdam.

## Ekstern henvisning
- Den officielle hjemmeside for Algemeen Nederlands Persbureau (ANP) Arkiveret 11. oktober 2007 hos  Wayback Machine